# Hydrelia mullata
Hydrelia mullata är en fjärilsart som beskrevs av Achille Guenée 1868. Hydrelia mullata ingår i släktet Hydrelia och familjen mätare. Inga underarter finns listade i Catalogue of Life.